# Nandihizana
Nandihizana est une commune urbaine (kaominina) située dans la province d'Antananarivo, au centre de Madagascar.